# Villadeati
Villadeati (La Vila dj'Ati in piemontese) è un comune italiano di 466 abitanti della provincia di Alessandria in Piemonte, situato su un colle ad una altezza di 410 metri sul livello del mare.
Il comune è insignito della medaglia d'argento al valore civile per i tragici fatti dell'ottobre 1944.

## Storia
Il paese deve il suo nome alla famiglia Deati, che ottenne il territorio in feudo nel XIV secolo. All`anno 1431 risale il primo documento che attesta l'esistenza di De Villa De Deatis. Fu a lungo parte dell'astigiano, sotto il nome di Corte dei Scataldeis, dopodiché rientrò in un sistema militare che poggiava su due castelli che dominavano le valli dello Stura e della Versa.

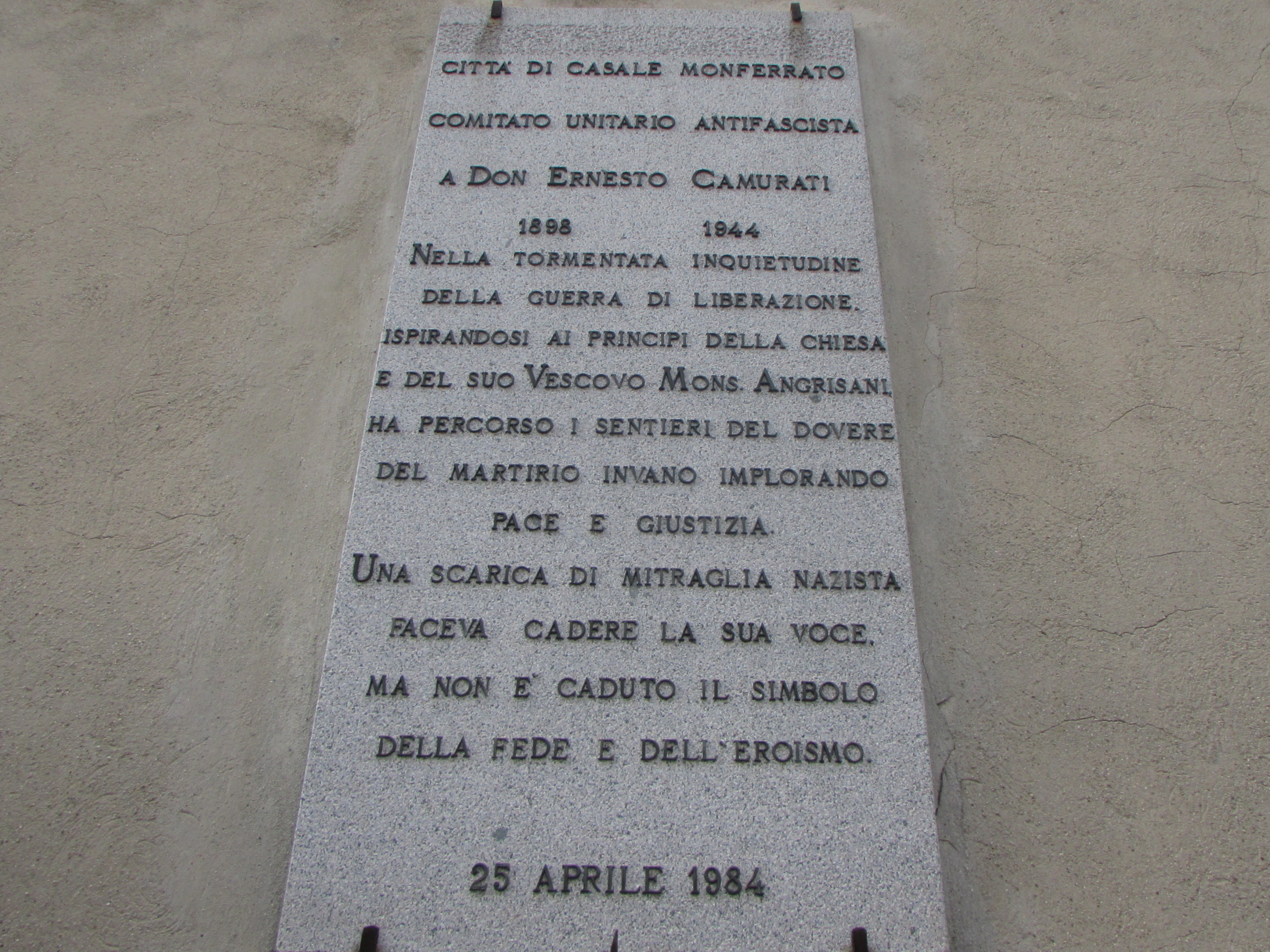
Lapide dedicata a Don Camurati a Casale Monferrato

Il paese di Villadeati è diventato tristemente noto per gli episodi tragici avvenuti negli anni della Seconda Guerra Mondiale e della Liberazione.
 Nell'autunno del 1944, partigiani della zona uccisero in uno scontro a fuoco un militare tedesco e fecero prigioniero un secondo soldato tedesco, poi riuscito a fuggire molti mesi dopo.
 Per rappresaglia i nazisti irruppero il 9 ottobre 1944 proprio a Villadeati per stanare i partigiani, ma non trovandoli, fecero prigionieri nove uomini e una donna (poi rilasciata) del paese. Fu prelevato dalla chiesa parrocchiale anche il parroco di Villadeati, don Ernesto Camurati.
 I dieci arrestati furono portati in uno spiazzo per essere fucilati, ma il parroco offrì la propria vita in cambio di quella dei suoi parrocchiani. La trattativa fu inutile e don Camurati venne fucilato assieme ai nove padri di famiglia: il parroco non morì subito, ma venne finito con due colpi alla nuca dal maggiore Mayer.
Il 23 ottobre 1944 avvenne una nuova incursione dei nazisti, con le mitragliatrici piazzate dall'alto del paese, fatto che procurò la fuga generalizzata degli abitanti: una nuova uccisione si aggiunse all'elenco, portando ad undici il numero totale delle vittime innocenti.

All'indomani della Liberazione, il 9 maggio 1945 il maggiore Mayer venne catturato a Casale Monferrato ed ucciso dai partigiani sullo stesso luogo in cui avvenne l'eccidio di ottobre.

Il soldato tedesco fuggito (tale Ernest), partecipante attivamente alla selezione dei dieci arrestati, non venne mai più rintracciato.
Oggi a Villadeati è presente un monumento alle vittime, nella piazza denominata IX Ottobre, dove avvenne l'esecuzione.

Una lapide in memoria di don Camurati è invece presente in via Goffredo Mameli a Casale Monferrato.

### Simboli
Lo stemma del comune di Villadeati è stato concesso, assieme al gonfalone municipale, con il decreto del presidente della Repubblica del 12 settembre 2003.
Il gonfalone è un drappo troncato di azzurro e di rosso.

## Monumenti e luoghi d'interesse

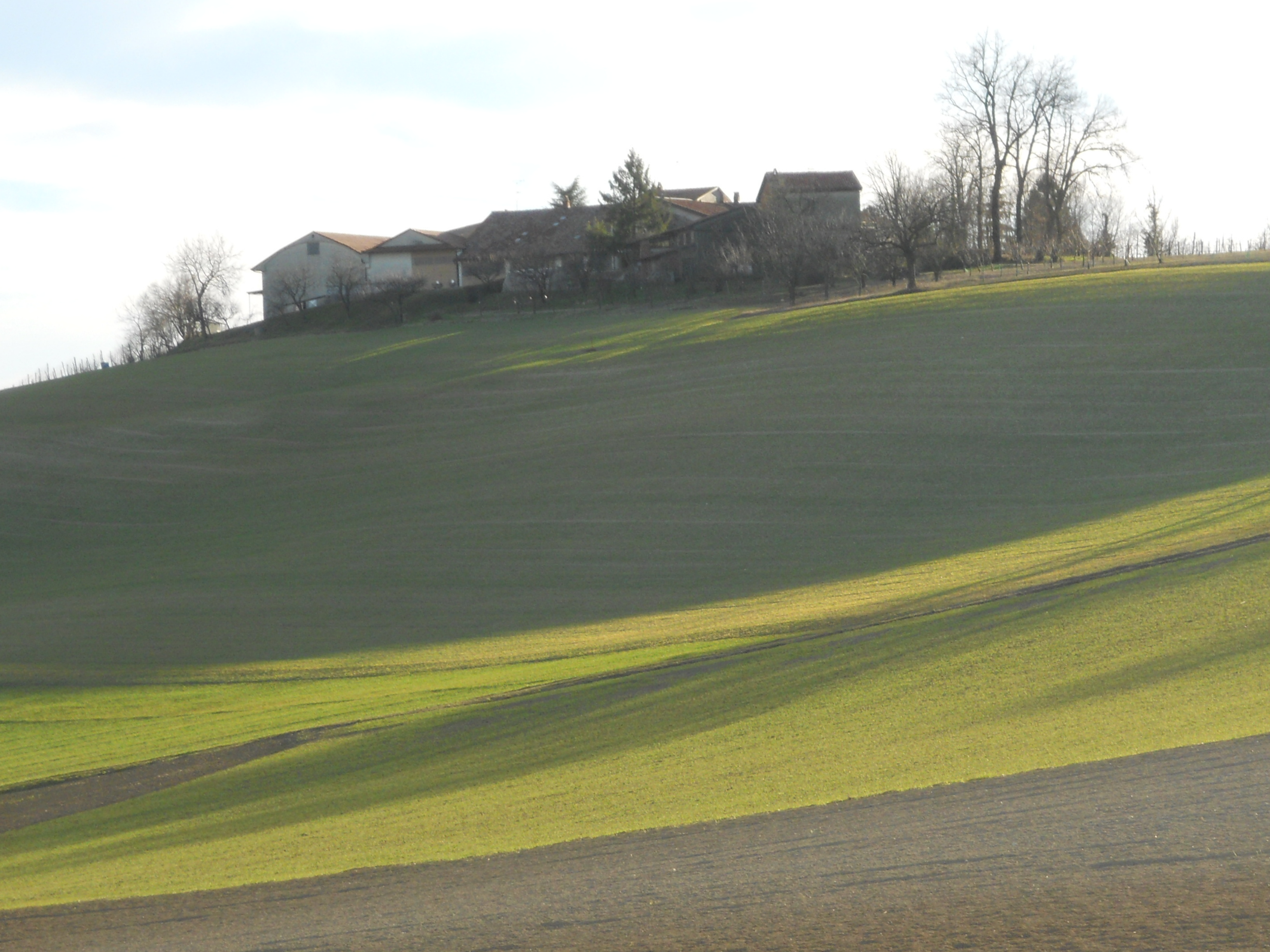
Paesaggio nei dintorni di Villadeati

- Chiesa di San Remigio: situata in vicinanza del monumento dedicato alle vittime della rappresaglia nazista, è di antica origine e dedicata al patrono del paese. Per lungo tempo in rovina, è stata ristrutturata e sconsacrata ed è ora adibita ad ospitare eventi culturali
- Castello di Villadeati: il castello antico, del quale non esiste più traccia per le distruzioni operate durante le guerre del Monferrato, è stato trasformato a fine Settecento in una scenografica e pittoresca costruzione di disegno juvarriano, con quattro serie di terrazze e gallerie che seguono il declivio della collina. Il castello è di proprietà dagli anni sessanta della famiglia Feltrinelli[6]
- Parrocchiale di San Giorgio, in località Zanco: risalente al XVI secolo, in posizione panoramica
- Chiesa di San Raffaele, in località Lussello: all'interno si possono ammirare affreschi di Raffaele Panizza e del Settecento

## Società

### Evoluzione demografica
In cento anni gli abitanti sono scesi a circa un quinto di quelli presenti nell'anno 1921, uno dei più forti decrementi della Provincia di Alessandria.
Abitanti censiti

## Amministrazione
Di seguito è presentata una tabella relativa alle amministrazioni che si sono succedute in questo comune.
| Periodo        | Periodo        | Primo cittadino       | Partito                                 | Carica  | Note  |
| -------------- | -------------- | --------------------- | --------------------------------------- | ------- | ----- |
| 19 giugno 1985 | 21 maggio 1990 | Aldo Quilico          | lista civica                            | Sindaco | [ 8 ] |
| 21 maggio 1990 | 24 aprile 1995 | Aldo Quilico          | lista civica                            | Sindaco | [ 8 ] |
| 24 aprile 1995 | 14 giugno 1999 | Aldo Quilico          | centro-sinistra                         | Sindaco | [ 8 ] |
| 14 giugno 1999 | 14 giugno 2004 | Aldo Quilico          | lista civica                            | Sindaco | [ 8 ] |
| 14 giugno 2004 | 8 giugno 2009  | Edoardo Luigi Garello | lista civica                            | Sindaco | [ 8 ] |
| 8 giugno 2009  | 26 maggio 2014 | Francesco Azzalin     | lista civica: Villadeati a sette stelle | Sindaco | [ 8 ] |
| 26 maggio 2014 | 26 maggio 2019 | Francesco Azzalin     | lista civica: Villadeati                | Sindaco | [ 8 ] |
| 26 maggio 2019 | 9 giugno 2024  | Angelo Ferro          | lista civica: Progetto comune           | Sindaco | [ 8 ] |
| 9 giugno 2024  | in carica      | Angelo Ferro          | lista civica: Progetto comune           | Sindaco | [ 8 ] |

## Galleria d'immagini

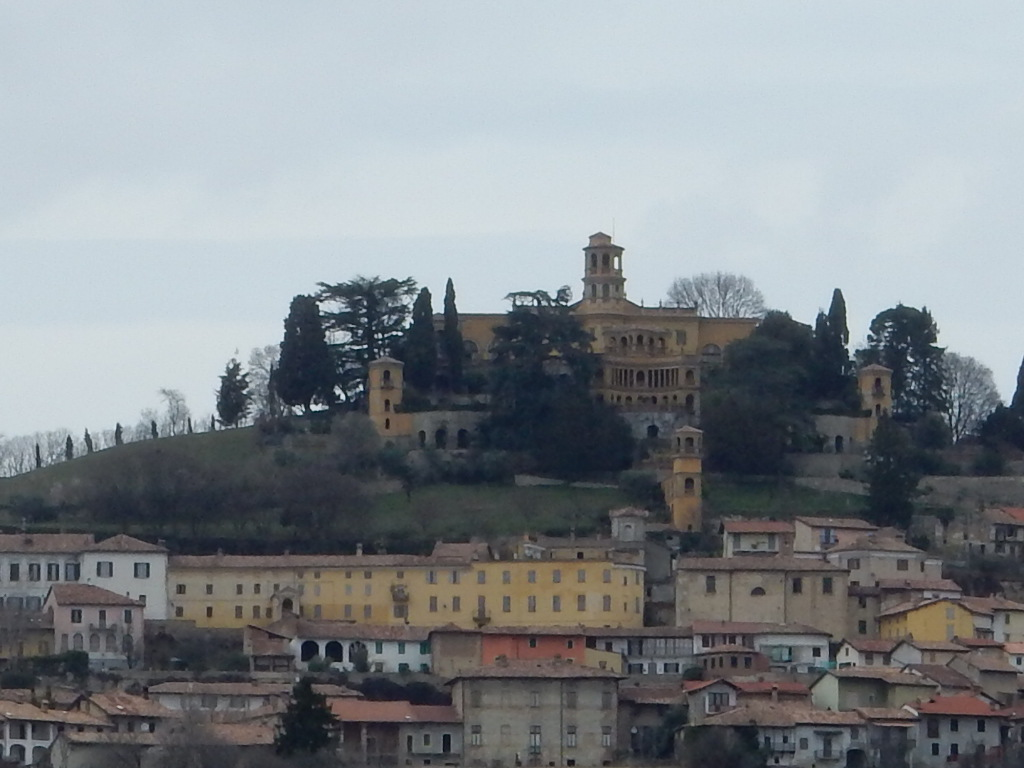
Panorama di Villadeati dalla frazione Zanco
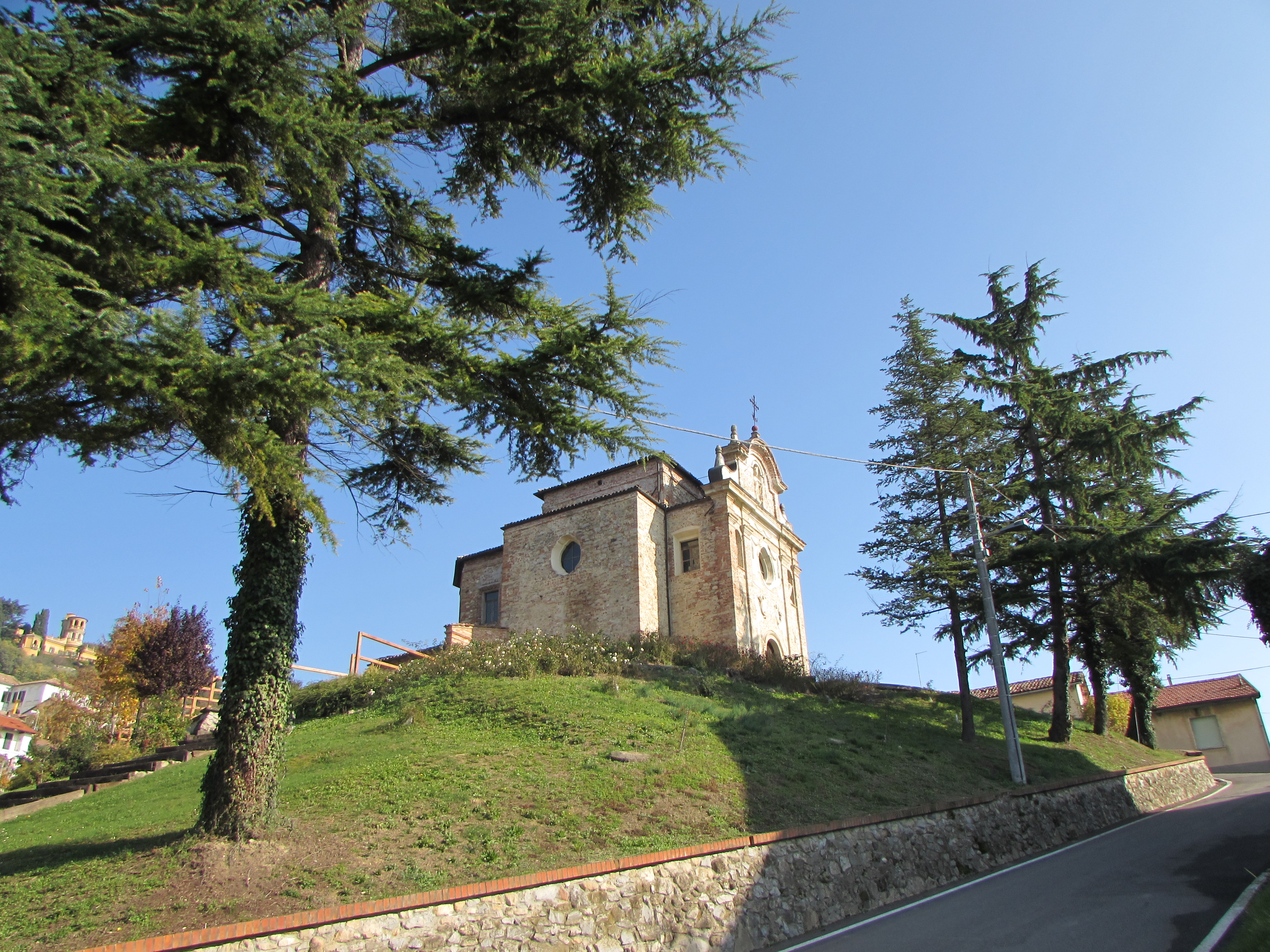
Chiesa San Remigio
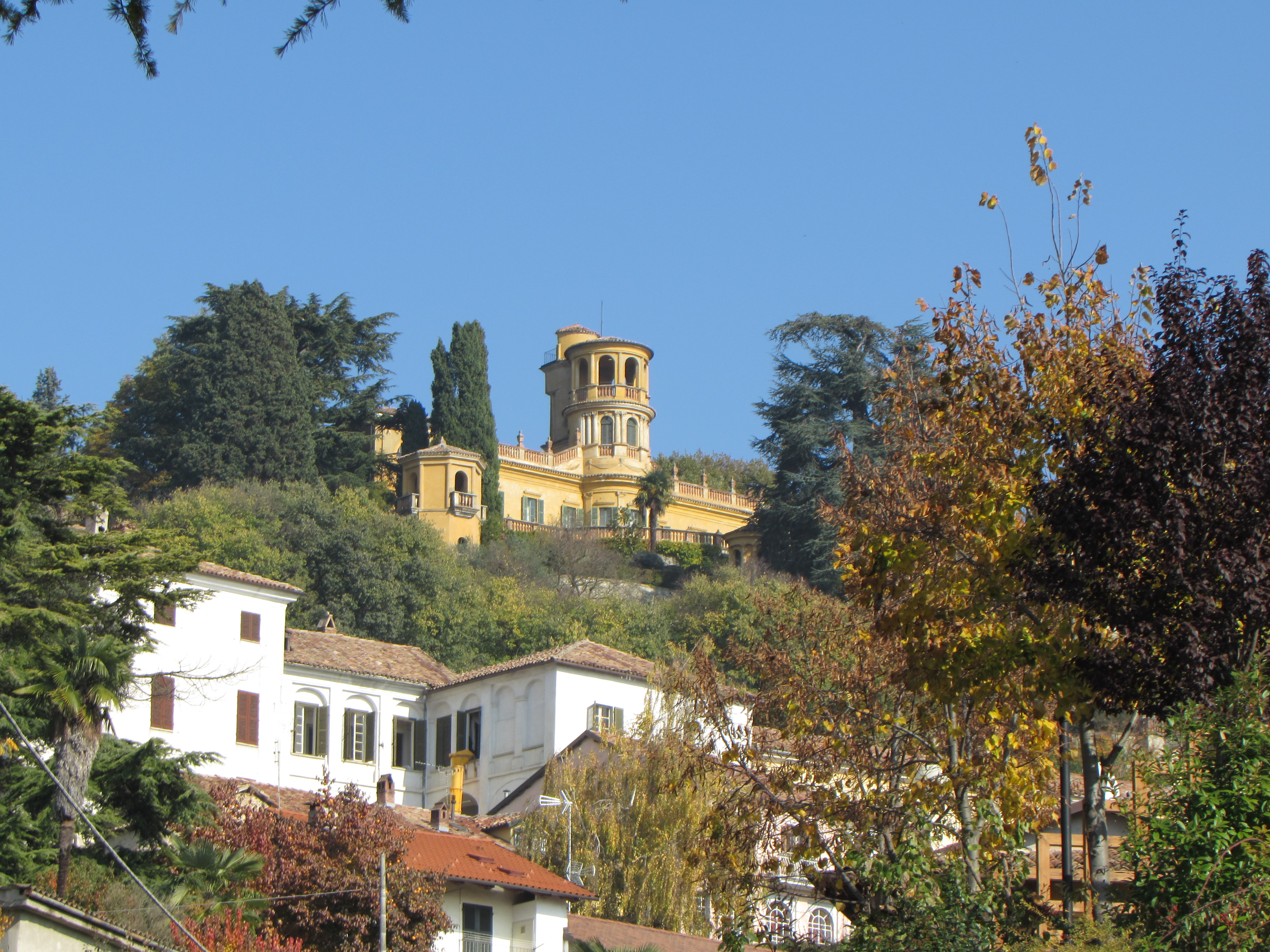
Veduta del castello di Villadeati
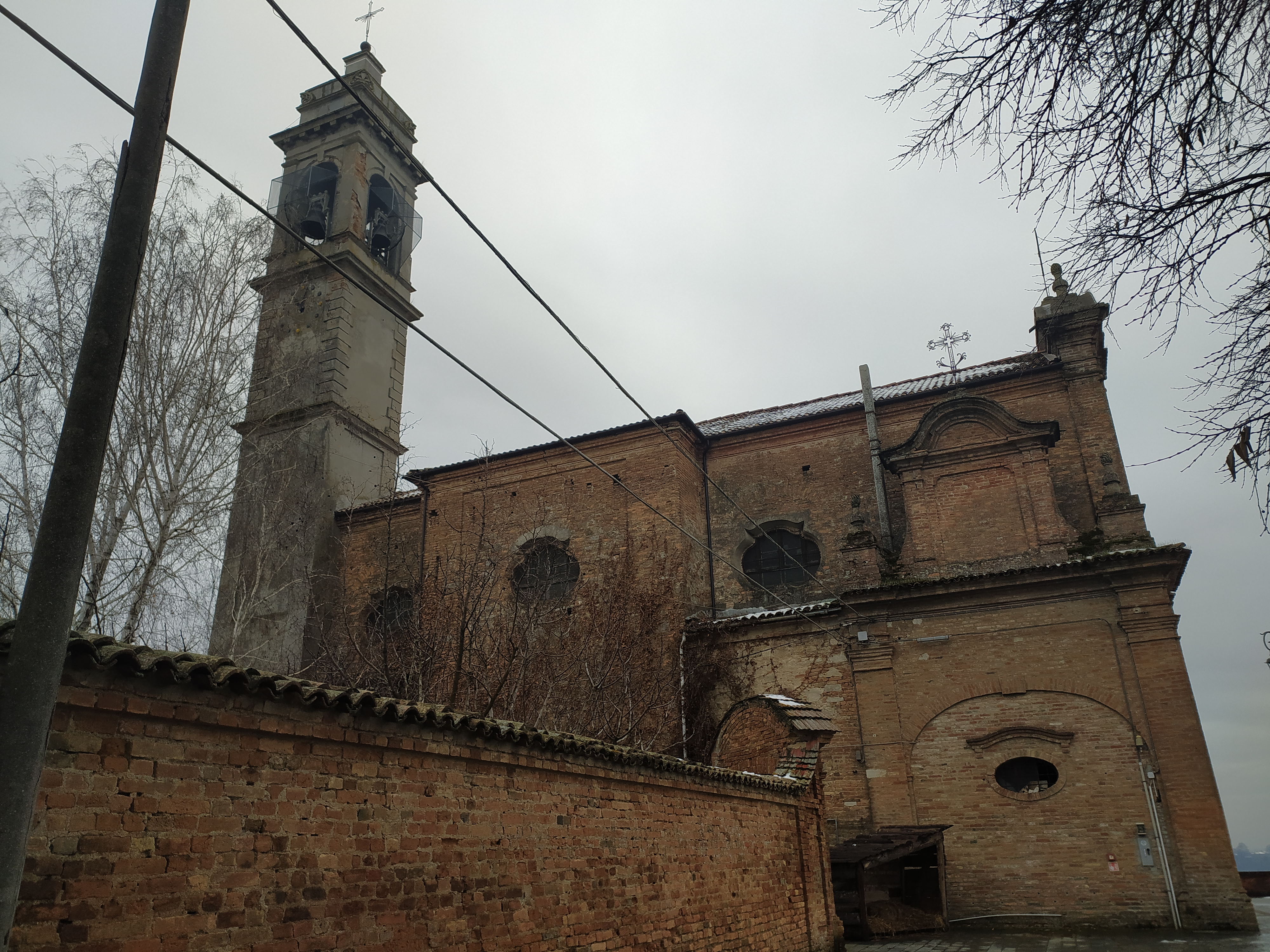
Chiesa Parrocchiale di Zanco
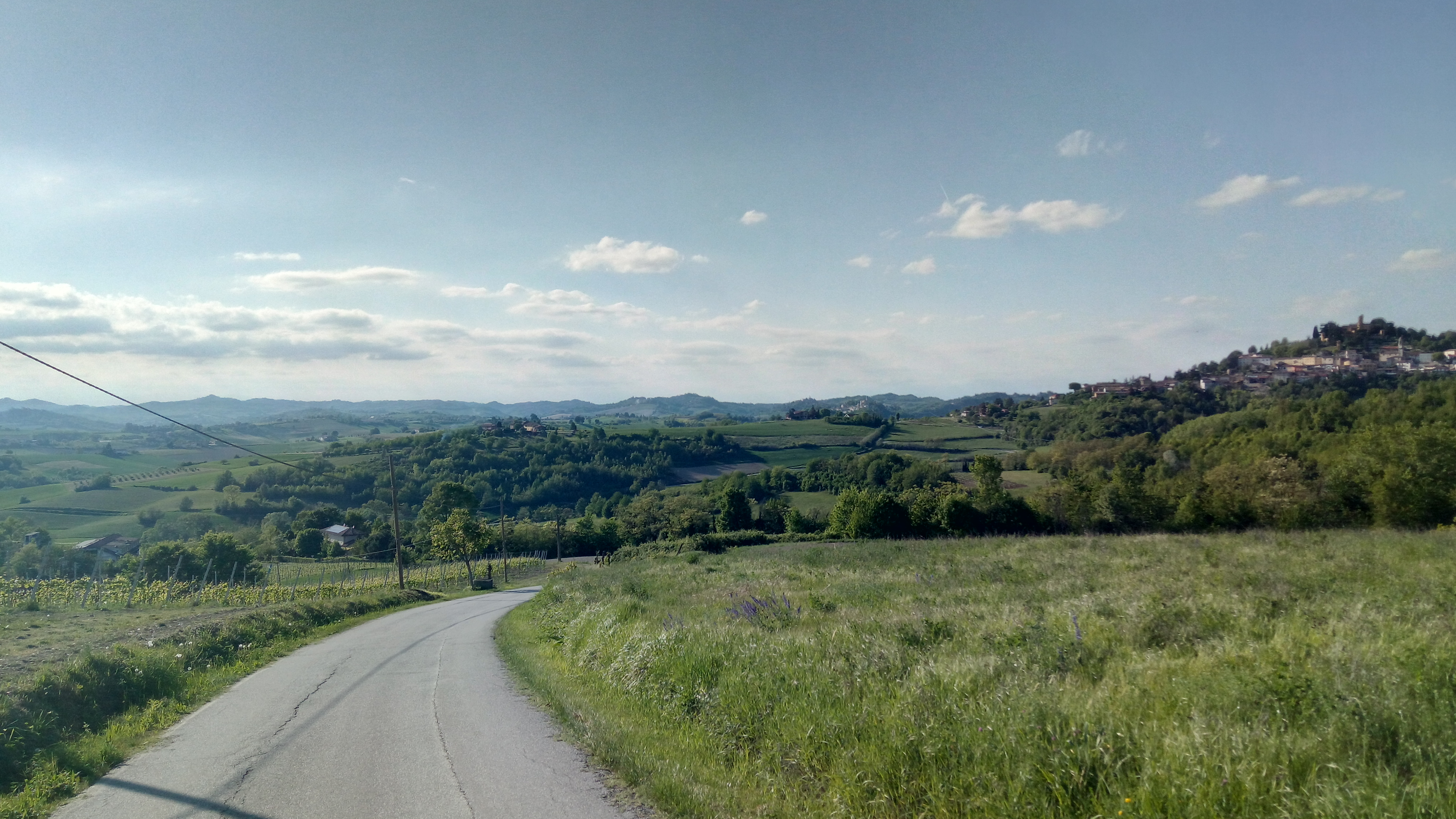
Panorama da Lussello, frazione di Villadeati